# ماريو رافاييل رودريغيز
ماريو رافاييل رودريغيز رودريغيز (بالإسبانية: Mario Rafael Rodríguez)‏ (مواليد 14 سبتمبر 1981 في غواتيمالا) لاعب كرة قدم غواتيمالي دولي يجيد اللعب في خط الهجوم . يلعب حاليا لصالح نادي مونيسيبال الغواتيمالي منذ 2006 .

## روابط خارجية
- ماريو رافاييل رودريغيز على موقع الاتحاد الدولي (مؤرشف)  (الإنجليزية)
- ماريو رافاييل رودريغيز على موقع الدوري الأمريكي (الإنجليزية)
- ماريو رافاييل رودريغيز على موقع قاعدة بيانات كرة القدم.إي يو (الإنجليزية)
- ماريو رافاييل رودريغيز على موقع ناشيونال فوتبول تيمز (الإنجليزية)